# Hypsibius roanensis
Hypsibius roanensis är en djurart som tillhör fylumet trögkrypare, och som beskrevs av Nelson och McGlothlin 1993. Hypsibius roanensis ingår i släktet Hypsibius och familjen Hypsibiidae. Inga underarter finns listade i Catalogue of Life.